# Carnival of Souls (Band)
Carnival of Souls war eine Gelsenkirchener Rockband.

## Geschichte
Die Band entstand aus Jam-Sessions der Hardcore-Punk-Musiker Achim Weigel und Magnus Prull die mit den musikalischen Einschränkungen ihrer damaligen Stammbands unzufrieden waren. Zu ihnen stieß schließlich Thorsten Keller, der zuvor unter dem Namen Torso bei Hostages of Ayatollah getrommelt hatte.
Schließlich nahm man ein Demotape auf und wurde sehr schnell von L’age d’or unter Vertrag genommen, die ihnen Christian Mevs als Produzenten an die Seite stellten. Für Lado nahmen sie in drei Jahren drei Alben auf, bevor es stiller um die Band wurde. Keller und Prull verließen die Band. Letzterer ist heute Oberarzt für Innere Medizin am Marienhospital Herne.
1998 war man in der Besetzung Weigel, Block, Herzam, Lammert auf dem Lado-Sampler Musik für junge Leute vertreten. Zwei Jahre später veröffentlichte man – verstärkt um Till Steinemann – auf Kamikaze Records das Album Ritorno A Casa. Nicht viel später zog sich Achim Weigel aus dem Musikgeschäft zurück und die Band löste sich auf.

## Stil
Das Musikmagazin Popnoize bezeichnete Carnival Of Souls als einen „temporeiche[n], voll mit positiver Spannung aufgeladene[n] Gefühlsgenerator“, der „gekonnt alles das aus Jazz, Surf, Country, Hardcore und Orient heraus[…], was Spaß macht und, in Trioform gegossen, gut klingt“ und für die Redaktion des Intro klang es wie „Filmmusik […] wobei es den Film dazu noch nicht gibt, klar!“.

## Diskografie
Alben
- 1991: Carnival of Souls
- 1992: Melodie und Rhythmus
- 1993: Emozioni
- 2000: Ritorno A Casa